# Sphenosuchidae
De Sphenosuchidae zijn een familie van uitgestorven reptielen die leefden in het Midden-Trias.

## Kenmerken
Deze familie wordt gerekend bij de eerste krokodillen wegens hun sterke gelijkenis met de Ornithosuchidae. Deze vroege krokodillen waren volledig aangepast aan een leven op het land. De familie omvatte kleine en middelgrote, licht gebouwde terrestrisch levende dieren. De lage kop met de verlengde snuit deelde duidelijke kenmerken met die van krokodillen. De voor- en achterpoten waren bijna even lang. De dieren waren teengangers.